# Chin-Staat
Koordinaten: 22° 15′ N, 93° 34′ O
Der Chin-Staat (birmanisch ချင်းပြည်နယ်, BGN/PCGN: chinbyinè) ist eine von 15 Verwaltungseinheiten in Myanmar.

## Geografie

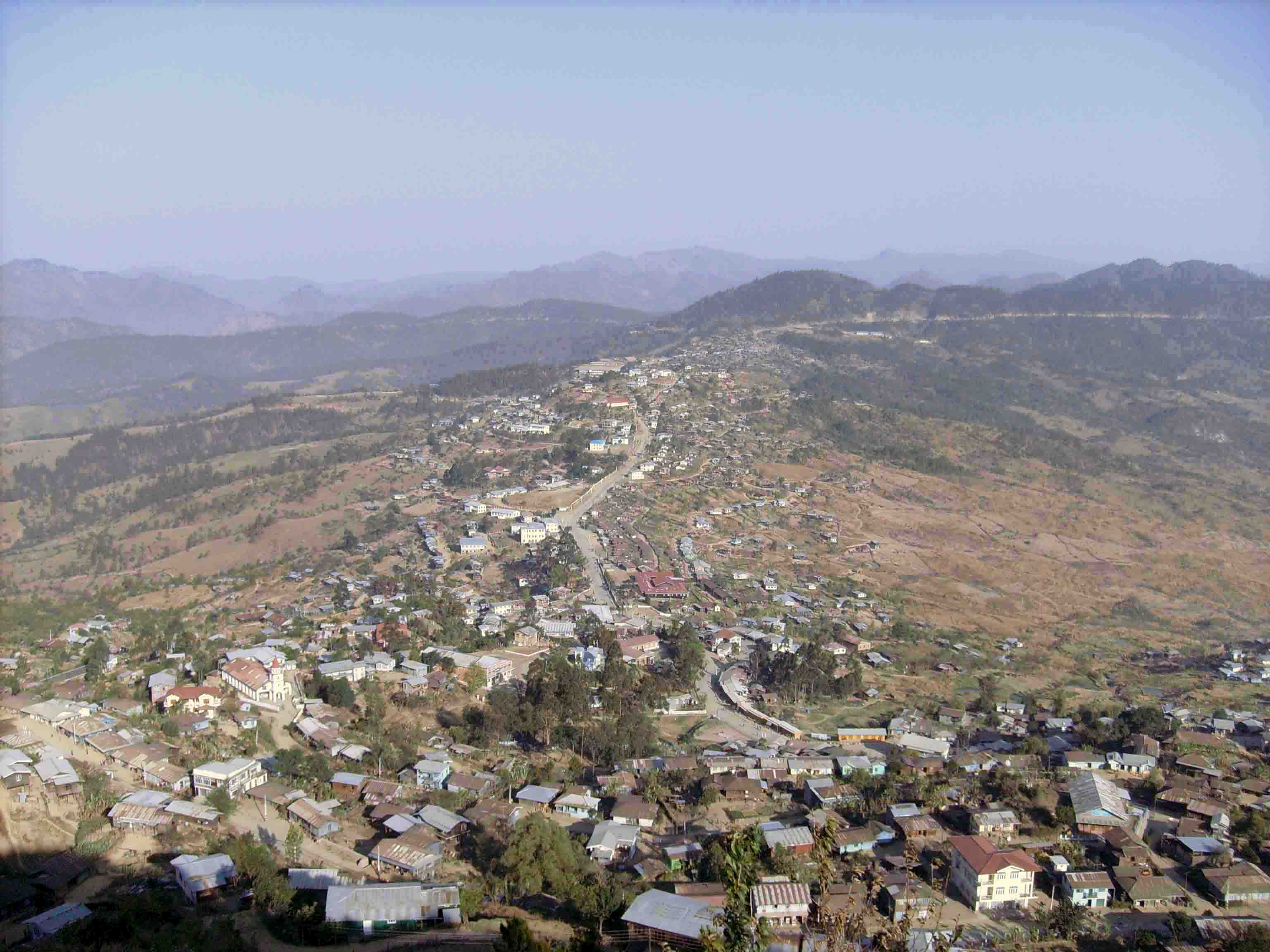
Hakha, Hauptstadt des Chin-Staates

Der Chin-Staat liegt im Westen von Myanmar. Es grenzt im Osten an die Sagaing-Region und die Magwe-Region sowie im Süden an den Rakhaing-Staat. Im Westen bildet er einen Teil der Staatsgrenze zu Indien und Bangladesch. Der Chin-Staat umfasst eine Fläche von 36.018,9 km². Hauptstadt ist das 1867 Meter hoch gelegene Hakha, die Stadt zählte im Jahr 2005 rund 20.000 Einwohner.

## Bevölkerung
Der Chin-Staat ist der einzige myanmarische Unionsstaat mit einer christlichen Bevölkerungsmehrheit. Bei der Volkszählung 2014 gaben 85,4 % der Bewohner an, Christen zu sein. 13 % der Einwohner sind Buddhisten.

## Gliederung
Der Chin-Staat gliedert sich in drei Distrikte: Haka, Falam und Mindat.